# Rhipidura albiventris
Rhipidura albiventris  (лат.) — вид воробьиных птиц из семейства веерохвостковых. Является эндемиком филиппинских островов: Негрос, Панай, Гимарас, Масбате и Тикао . До недавнего времени считался группой конспецифичной c синеголовой веерохвосткой (лат. R. cyaniceps) и R. sauli.

## Описание
EBird описывает особей этого вида как среднего размера длиннохвостую лесную птицу. Тускло-голубая голова, грудь, спина и плечи, на груди и макушке — бледно-голубые прожилки. Живот — белый, нижняя часть спины, внешние хвостовые перья и крыло — рыжие; центральные хвостовые перья и край крыла — тёмные. Часто распускает хвост веером во время поиска добычи. Похож на черношейного монарха (лат. Hypothymis azurea, но у R. albiventris — рыжий круп и хвост. Песня представляет собой одиночную гнусавую ноту «джеп», издаваемую через определенные промежутки времени или ускоренную в виде быстрой серии.
Отличается от синеголовой веерохвостки (лат. R. cyaniceps) и R. sauli светлым брюшком и более светлой окраской.
Часто встречается в смешанных стаях.

## Среда обитания и природоохранный статус
Среда обитания этого вида — влажные тропические леса: как опушки и низины, так и горные районы на высоте до 1800 метров над уровнем моря.
Международный союз охраны природы (IUCN) присвоил виду охранный статус LC — «виды, вызывающие наименьшие опасения».
Однако считается, что R. albiventris уже исчезла на Гимарасе и, возможно, на Масбате и Тикао из-за массовой вырубки лесов на этих островах, приведшей к обезлесению.